# Monoblastiales
Monoblastiales Lücking, M.P. Nelsen & K.D. Hyde – rząd grzybów z klasy Dothideomycetes.

## Systematyka
Pozycja w klasyfikacji według Index Fungorum: Monoblastiaceae, Monoblastiales, Incertae sedis, Dothideomycetes, Pezizomycotina, Ascomycota, Fungi.
Jest to takson monotypowy, zawierający jedną tylko rodzinę z kilkoma rodzajami:
- rodzina Monoblastiaceae Walt. Watson 1929
  - rodzaje:
    - Acrocordia A. Massal. 1854 – rzędnica
    - Anisomeridium (Müll. Arg.) M. Choisy 1928 – rzędnik
    - Caprettia Bat. & H. Maia 1965
    - Haudseptoria Crous & R.K. Schumach. 2021
    - Megalotremis Aptroot 1991
    - Monoblastia Riddle 1923
    - Neoheleiosa Mortimer 2021
    - Trypetheliopsis Asahina 1937[2].

Nazwy polskie według W. Fałtynowicza.